# Alto da Memória

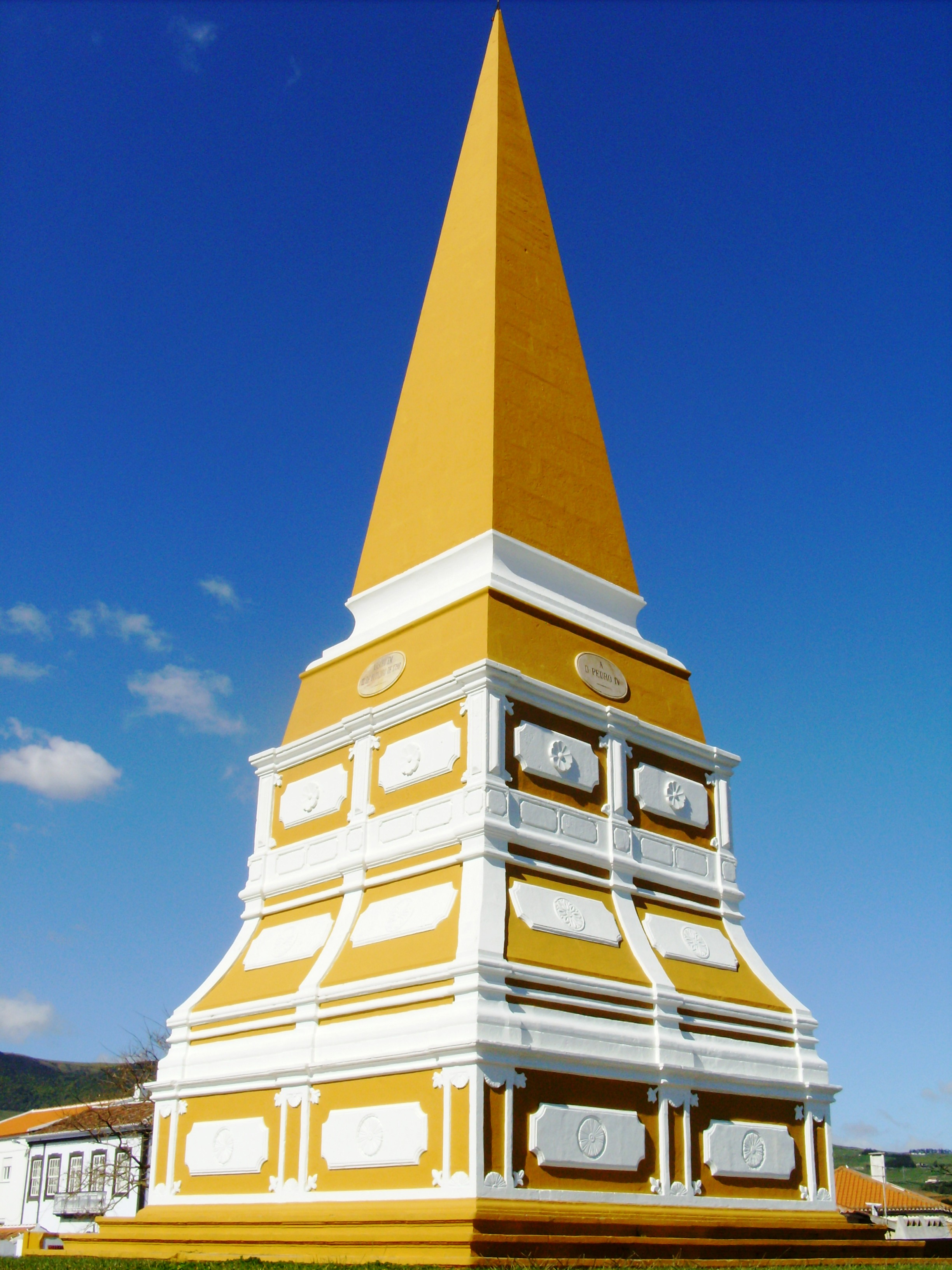
Obelisco no Alto da Memória, Angra do Heroísmo.

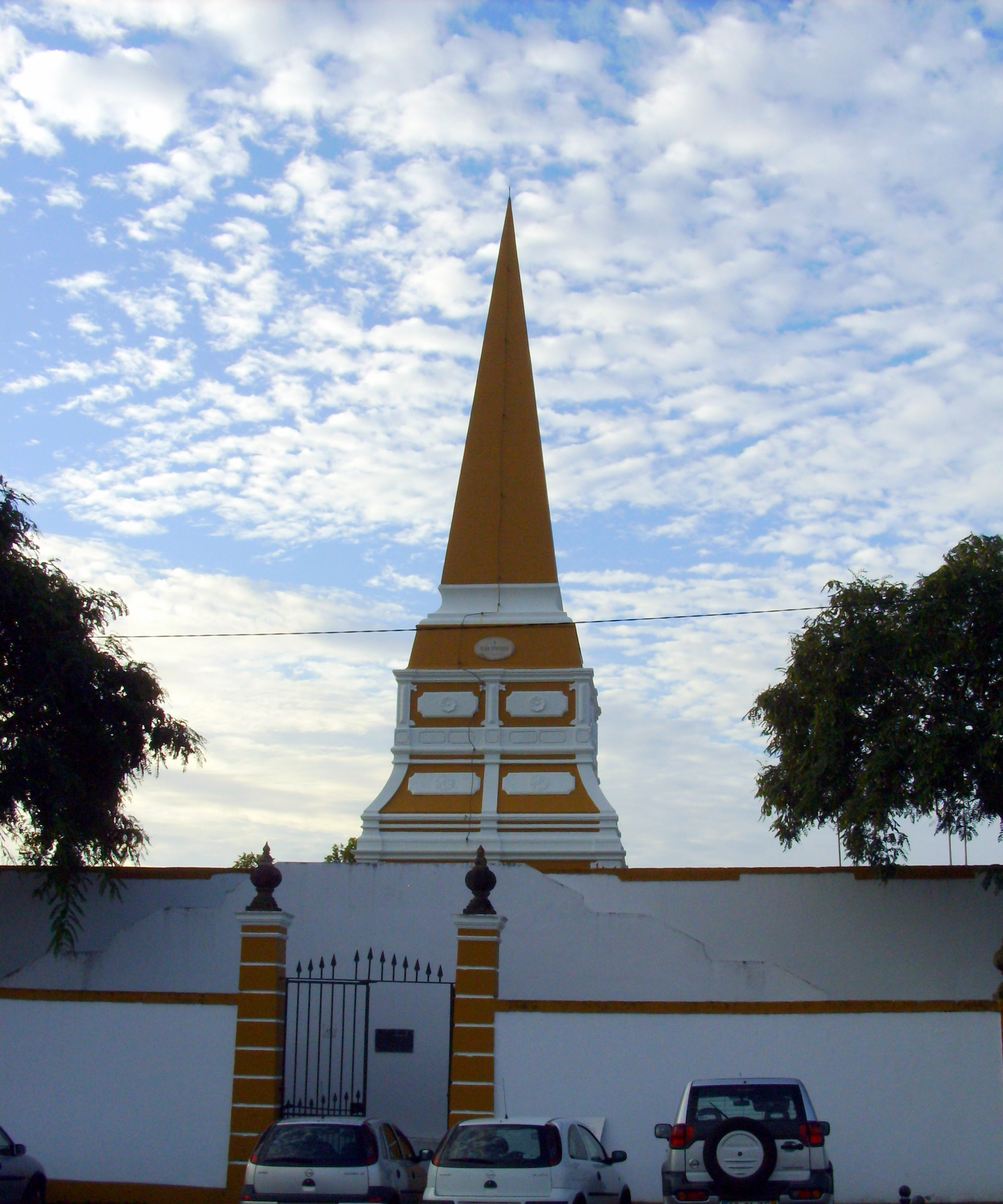
Alto da Memória, Angra do Heroísmo.

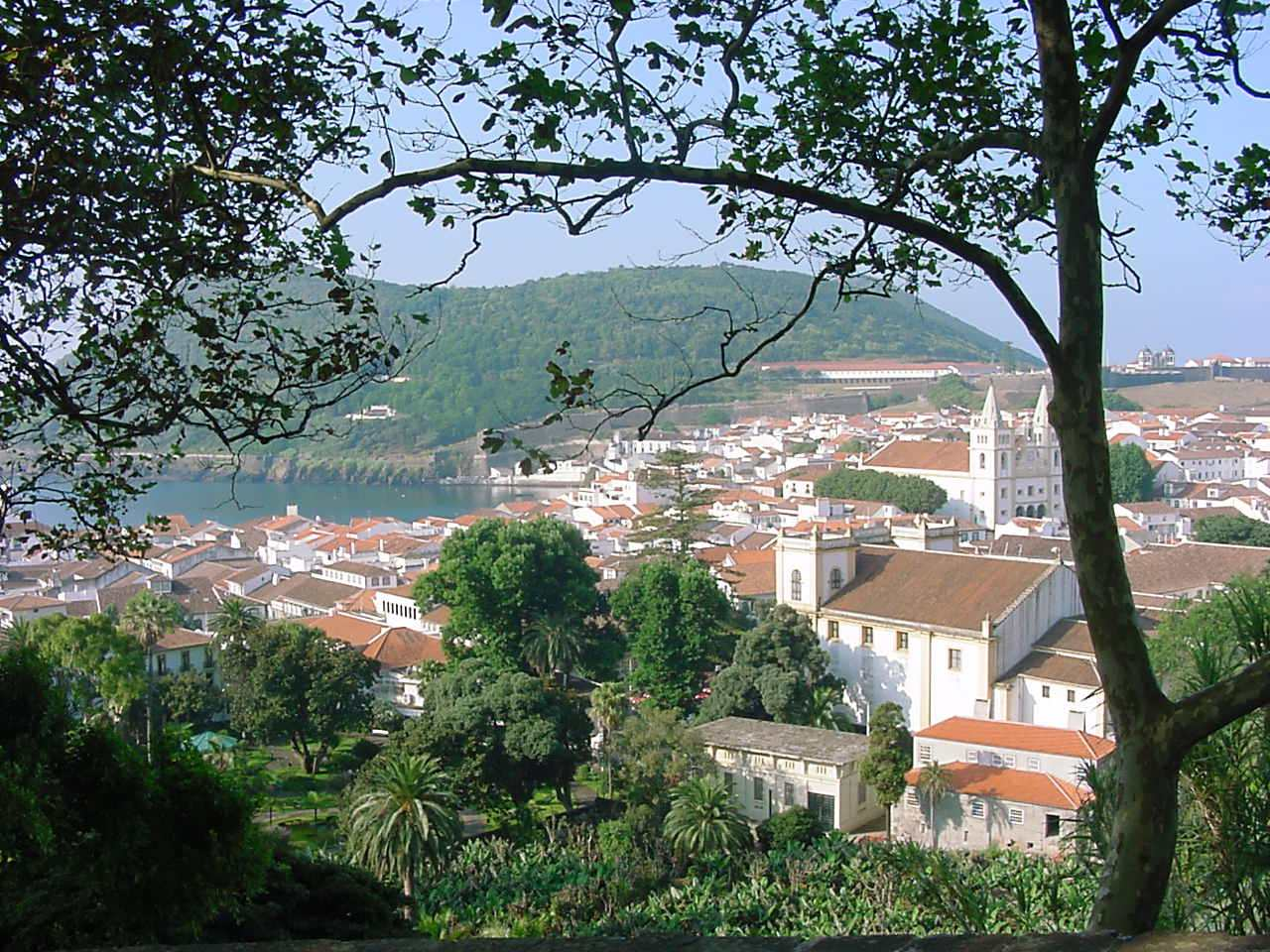
Alto da Memória, Angra do Heroísmo: vista da cidade.

O Alto da Memória ou Outeiro da Memória localiza-se no cimo do Jardim Duque da Terceira, no centro histórico da cidade e município de Angra do Heroísmo, na Ilha Terceira, nos Açores.
Nele se encontra implantado o Obelisco do Alto da Memória, monumento comemorativo de grandes dimensões, construído inicialmente no século XIX.

## História
Neste local o capitão do donatário João Vaz Corte Real fez erguer a primeira fortificação da antiga Angra, o chamado Castelo dos Moinhos, cerca de 1474. Esta fortificação, longe do mar, traduzia uma concepção ainda tardo-medieval, europeia e mediterrânica, de defesa em acrópole.
O obelisco que o caracteriza atualmente foi erigido no século XIX em homenagem à passagem de Pedro IV de Portugal pela Terceira, no contexto da Guerra Civil Portuguesa (1828-1834).
De evidente simbologia maçónica, teve a sua pedra fundamental lançada a 3 de março de 1845, estando concluído em 1856. Essa primeira pedra foi recolhida no cais da cidade, sendo uma das que o imperador havia pisado quando de seu desembarque naquele local, em 1832. As pedras do antigo castelo foram reaproveitadas para a construção do obelisco.
Este monumento foi praticamente destruído pelo grande terramoto de 1980, que provocou enormes estragos nas ilhas do Grupo Central do arquipélago. Foi reconstruído e reinaugurado pela Câmara Municipal de Angra do Heroísmo em 25 de Abril de 1985.
De seu miradouro o visitante desfruta de uma vista abrangente Angra do Heroísmo e a sua baía, bem como do Forte de São Sebastião, da Fortaleza de São João Baptista, do Monte Brasil, da serra do Morião e da serra da Ribeirinha.
Próximo do Obelisco encontra-se o Chafariz do Alto da Memória.

## Galeria

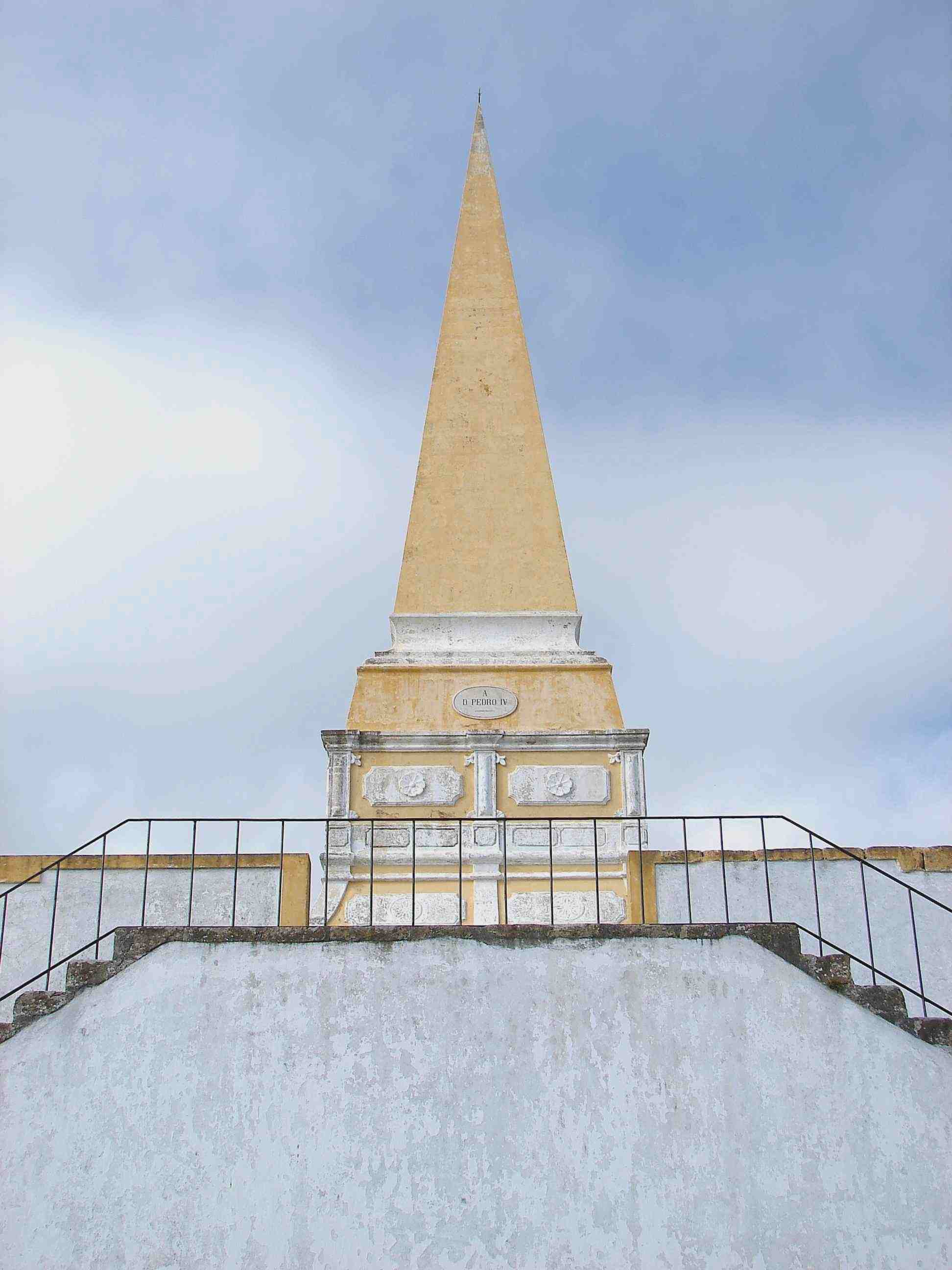
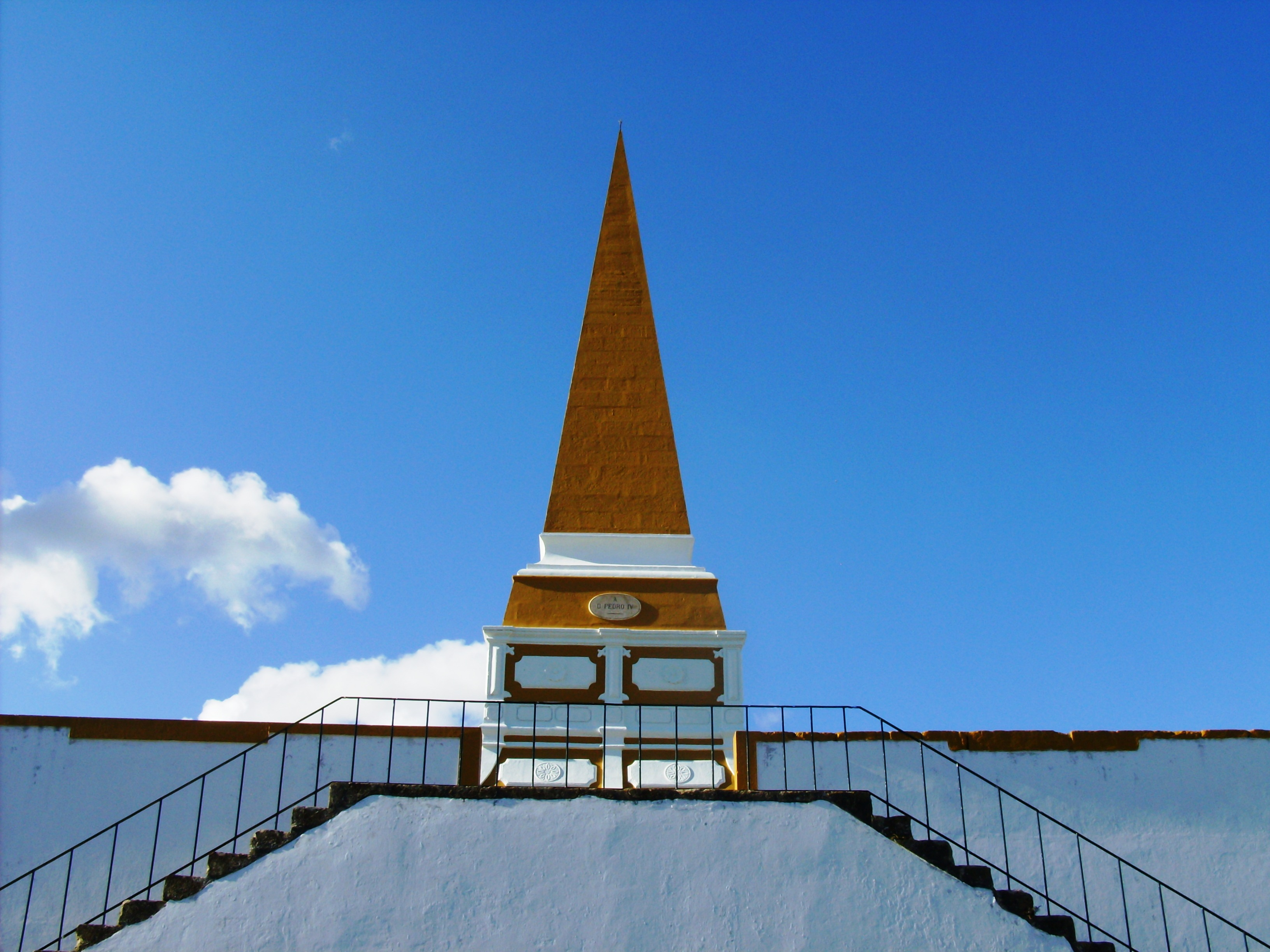
Acesso pelo Jardim Duque da Terceira.
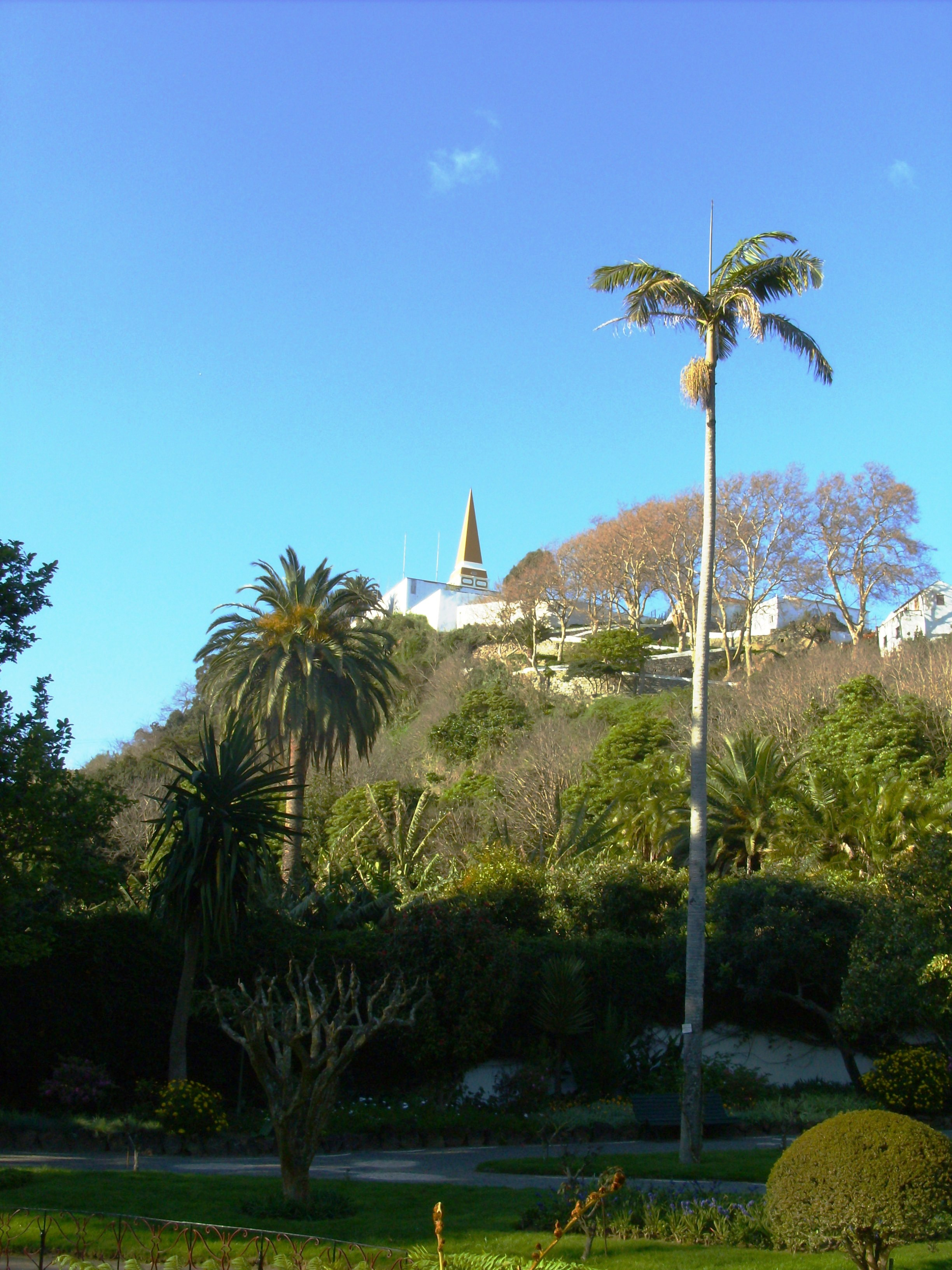
Vista a partir do Jardim Duque da Terceira.